# Dzsibuti labdarúgó-válogatott
A dzsibuti labdarúgó-válogatott (becenevükön: Riverains de la Mer Rouge) Dzsibuti nemzeti csapata, melyet a dzsibuti labdarúgó-szövetség irányít. A csapat még nem jutott ki egyetlen labdarúgó-világbajnokságra sem.

## Világbajnoki szereplés
- 1930 - 1998 - Nem indult
- 2002 - Nem jutott be
- 2006 - Nem indult
- 2010 - Nem jutott be
- 2014 - Nem jutott be
- 2018 - Nem jutott be

## Afrikai nemzetek kupája-szereplés
- 1957 – Nem indult
- 1959 – Nem indult
- 1962 – Nem indult
- 1963 – Nem indult
- 1965 – Nem indult
- 1968 – Nem indult
- 1970 – Nem indult
- 1972 – Nem indult
- 1974 – Nem indult
- 1976 – Nem indult
- 1978 – Nem indult
- 1980 – Nem indult
- 1982 – Nem indult
- 1984 – Nem indult
- 1986 – Nem indult
- 1988 – Nem indult
- 1990 – Nem indult
- 1992 – Nem indult
- 1994 – Nem indult
- 1996 – Nem indult
- 1998 – Nem indult
- 2000 – Nem jutott be
- 2002 – Nem jutott be
- 2004 – Visszalépett
- 2006 – Nem indult
- 2008 – Visszalépett
- 2010 – Nem jutott be
- 2012 – Nem indult
- 2013 – Nem indult
- 2015 – Nem indult